# Dhia Cristiani
Dhia Cristiani (27 de junio de 1921-17 de julio de 1977) fue una actriz teatral y cinematográfica de nacionalidad italiana, siendo conocida sobre todo por su faceta como actriz de voz.

## Biografía
Nacida en Dovadola, Italia, se diplomó en el Centro Experimental de Cine en 1938. Tras interpretar papeles teatrales de reparto (en la temporada 1945-1946 trabajó con Andreína Pagnani, Rossano Brazzi, Valentina Cortese y Carlo Ninchi en Strano interludio, de Eugene O'Neill, y en Les mal-aimés, de François Mauriac), y participar en algunas producciones cinematográficas (actuó junto a Massimo Girotti y Clara Calamai en Obsesión, de Luchino Visconti, en 1943), a mediados de los años 1940 decidió abandonar la interpretación (salvo un breve retorno en 1954 para trabajar en Tua per la vita, de Sergio Grieco) y dedicarse íntegramente al doblaje, actividad en la cual su voz delicada, persuasiva y sensual, junto a su acento romañol, la llevaron a ser una de las grandes figuras del doblaje italiano, junto a intérpretes como Lydia Simoneschi, Tina Lattanzi, Andreína Pagnani, Giovanna Scotto y Rosetta Calavetta.
Dio voz a un número enorme de actrices, pero dobló con mayor frecuencia a Anne Baxter, Olivia de Havilland, Cyd Charisse, Esther Williams, Joanne Dru, Jean Simmons, Jane Wyman, Dorothy McGuire, Donna Reed, Linda Darnell, Virginia Mayo, Joan Collins, Angela Lansbury, Dorothy Malone y Gloria Grahame.
Entre las actrices italianas a las que prestó su voz figuran Gina Lollobrigida, Yvonne Sanson y Silvana Pampanini.
Dhia Cristiani falleció en Roma, Italia, en el año 1977. Había estado casada con Giuseppe Ventriglia.

## Filmografía
- 1938 : Ettore Fieramosca, de Alessandro Blasetti
- 1939 : Terra di nessuno, de Mario Baffico
- 1939 : Due milioni per un sorriso, de Carlo Borghesio y Mario Soldati
- 1939 : I grandi magazzini, de Mario Camerini
- 1940 : Centomila dollari, de Mario Camerini
- 1940 : Una romantica avventura, de Mario Camerini
- 1941 : Sissignora, de Ferdinando Maria Poggioli
- 1942 : Fari nella nebbia, de Gianni Franciolini
- 1942 : Una storia d'amore, de Mario Camerini
- 1942 : Via delle Cinque Lune, de Luigi Chiarini
- 1943 : Obsesión, de Luchino Visconti
- 1943 : Addio, amore!, de Gianni Franciolini
- 1943 : La statua vivente, de Camillo Mastrocinque
- 1943 : Sempre più difficile, de Renato Angiolillo y Piero Ballerini
- 1944 : Zazà, de Renato Castellani
- 1954 : Tua per la vita, de Sergio Grieco